# Kurja (rejon kurjinski)
Kurja (ros. Курья) – wieś (sieło) w Rosji w Kraju Ałtajskim.
Miejscowość położona jest w odległości ok. 279 km od stolicy Kraju – miasta Barnauł i jest ośrodkiem administracyjnym rejonu kurjinskiego. Według danych z 2016 roku liczyła 3375 mieszkańców. Znajduje się w niej dom kultury, a także otwarte w 2013 Muzeum Kałasznikowa.
10 listopada 1919 roku w Kurji urodził się znany konstruktor broni Michaił Kałasznikow.